# Nolléval
Nolléval ist eine französische Gemeinde mit 417 Einwohnern (Stand 1. Januar 2022) im Département Seine-Maritime in der Region Normandie (vor 2016 Haute-Normandie). Sie gehört zum Arrondissement Dieppe und ist Teil des Kantons Gournay-en-Bray (bis 2015 Argueil).

## Geographie
Nolléval liegt etwa 38 Kilometer ostnordöstlich von Rouen an der Andelle. Umgeben wird Nolléval von den Nachbargemeinden La Hallotière im Norden, Le Mesnil-Lieubray im Norden und Nordosten, La Feuillie im Süden und Osten, Morville-le-Héron im Südwesten sowie Saint-Lucien im Westen und Nordwesten.

## Geschichte
1832 wurden die Gemeinden Nolléval, Boulay und Montagny-sur-Andelle unter dem Namen Nolléval zusammengeschlossen.

## Bevölkerungsentwicklung
| Jahr                      | 1962 | 1968 | 1975 | 1982 | 1990 | 1999 | 2006 | 2013 |
| Einwohner                 | 441  | 412  | 402  | 347  | 335  | 303  | 390  | 435  |
| Quelle: Cassini und INSEE |      |      |      |      |      |      |      |      |

## Sehenswürdigkeiten
- Kirche Saint-Aubin, 1884 erbaut
- Kapelle Saint-Leu in Morvalle-sur-Andelle

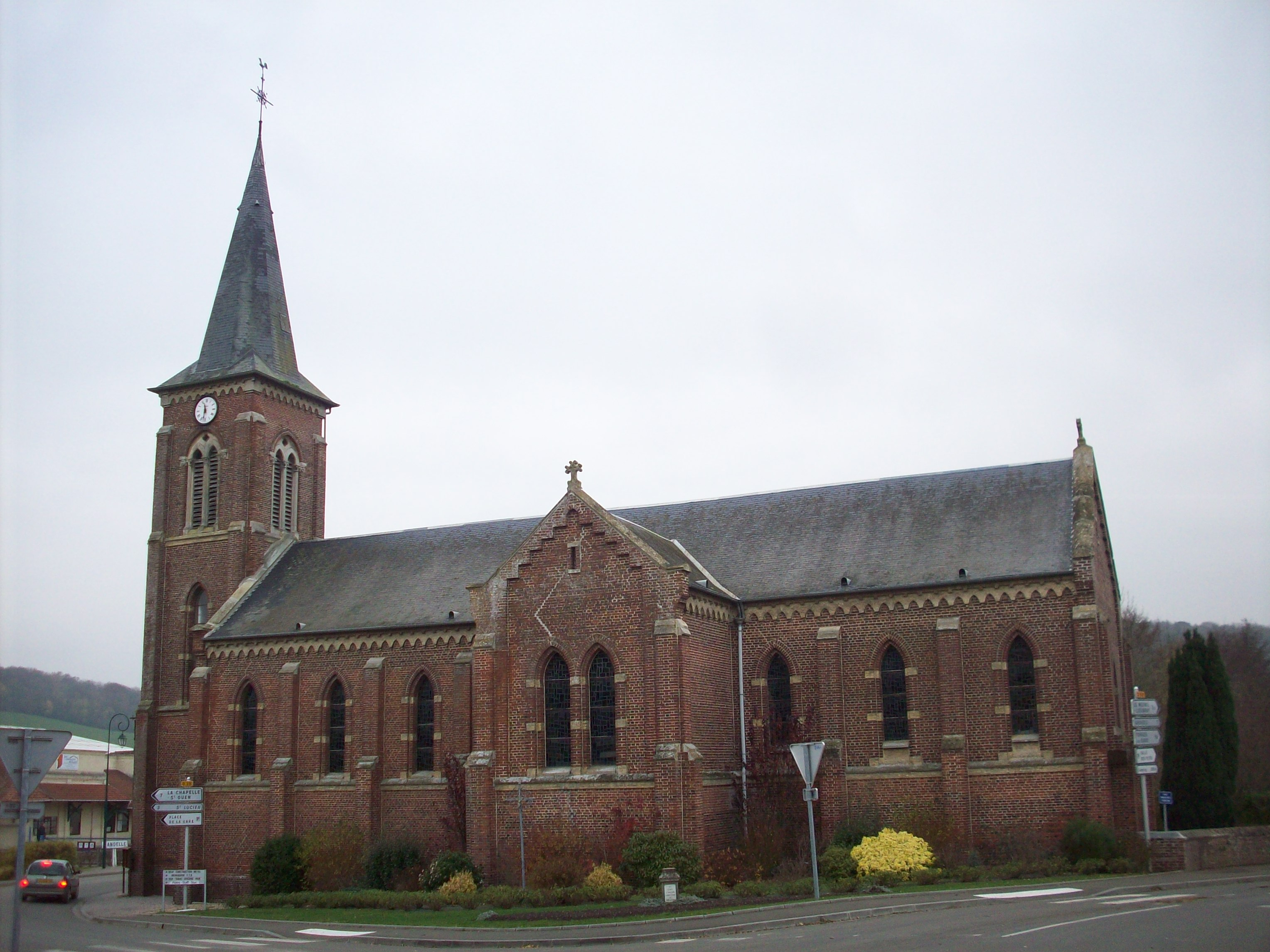
Kirche Saint-Aubin